# Jardí dels Lleons
El Jardí dels Lleons (en xinès: 狮子林园; en pinyin: Shī Zǐ Lín Yuán; també traduït com a Jardí de la arboleda del lleó) és un destacat jardí xinès a Suzhou, província de Jiangsu, República Popular de la Xina que, al costat d'altres jardins clàssics de Suzhou, va ser proclamat Patrimoni de la Humanitat per la UNESCO. Es troba al n.º 23 del carrer Yuanlin. Aquest jardí és famós per la llarga i laberíntica cova de roques taihu que hi ha al seu centre. El nom del jardí deriva de la forma d'aquestes roques, que es diu que semblen lleons.

## Història

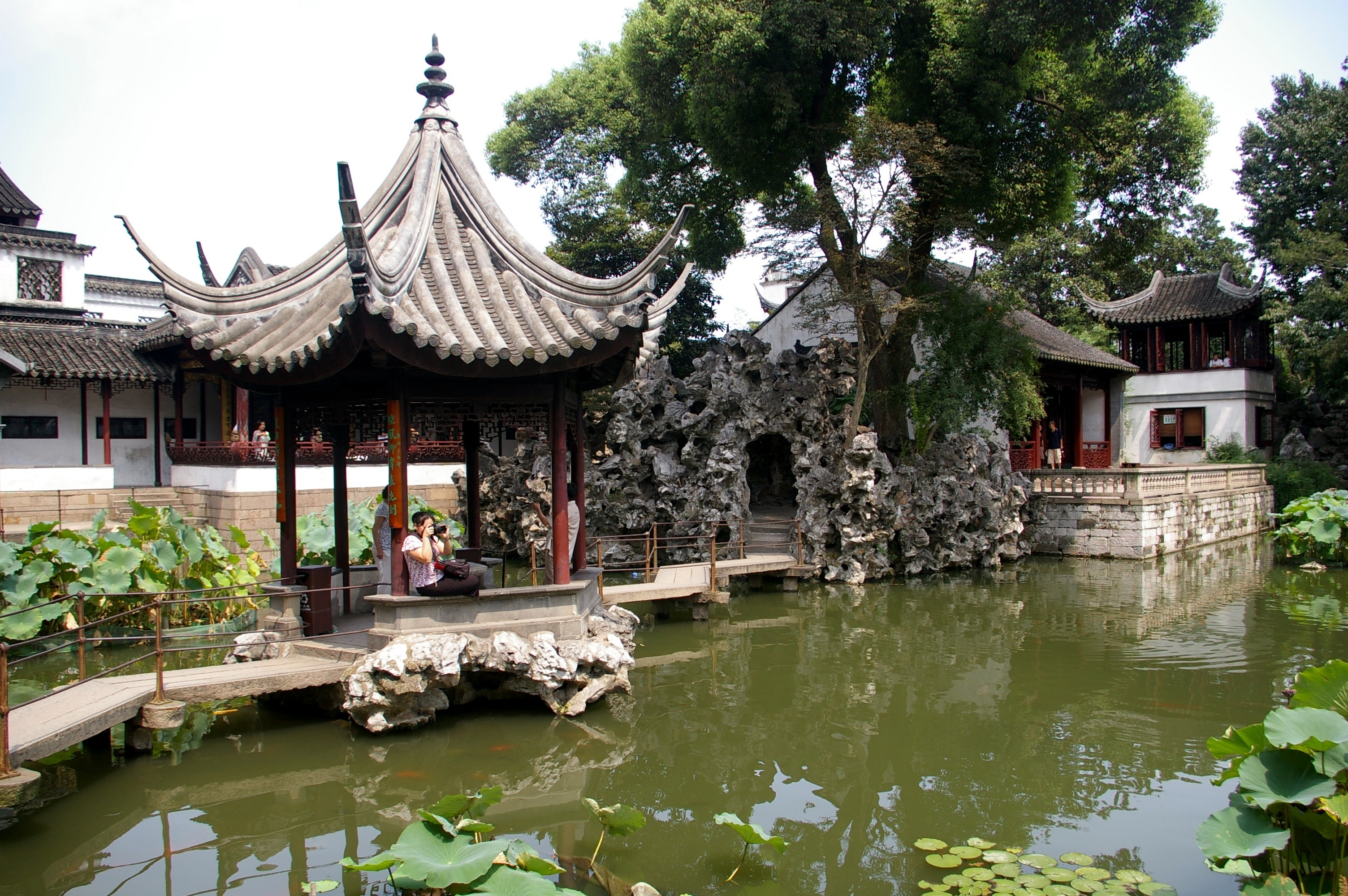
Jardí de la cova del lleó.

«De tots els famosos jardins de roques en la història, ha sobreviscut un. És l'anomenat "Jardí del lleó" a Suzhou». El jardí dels Lleons va ser construït el 1342 durant la dinastia Yuan per un monjo budista zen anomenat Wen Tianru, en memòria del seu mestre l'abat Zhongfeng. En aquella època el jardí va formar part del monestir ortodox Bodhi (菩提正宗). El nom del jardí deriva de la forma de lleó de les roques taihu, que al seu torn van ser construïdes com una referència al lleó simbòlic en el Sutra del lleó rugiente. El nom també fa referència al Picc del Lleó de la muntanya Tianmu a la ciutat de Lin'an, Hangzhou, Zhejiang, on l'abat Zhongfeng va aconseguir el nirvana. En aquesta època, el jardí tenia 6.670 m² i estava cobert de roca i bambú. Després de la mort de Wen Tianru, el jardin va decaure, però el 1589 un altre monjo budista, Mingxing, va reconstruir el jardí. Un magistrat de Hengzhou va comprar el jardí i el seu fill Huang Xi ho va reedificar el 1771. El nom del jardí va canviar llavors pel de "Jardí dels cinc pins". A partir de 1850, el jardí va estar de nou mancat de manteniment. El 1917, Bei Runsheng va comprar el jardí i va acabar la restauració l'any 1926. Molts edificis i roques del jardí s'han conservat des de la restauració. Segons els cartells oficials que hi ha al jardí, la família Bei "va donar" el jardí al govern xinès el 1949. Aquestes paraules en els cartells semblen curioses a causa que tota propietat privada va ser nacionalitzada pel Partit comunista aquest mateix any. El jardí no es va obrir al públic fins a l'any 1956.
El disseny del jardí va cridar l'atenció de visitants famosos, com el pintor Ni Zan, qui va crear la pintura Rotllo de pintura del bosquet del lleó el 1373. El 1703, l'emperador Kangxi va visitar el jardí, i el 1765, l'emperador Qianlong també va visitar el jardí i va deixar com a regal una tableta, Delícia autèntica, inscrita personalment per ell. També va fer que construïssin una rèplica del jardí en el jardí Changchun del Palau d'estiu i en la Residència de muntanya de Chengde.

## Disseny

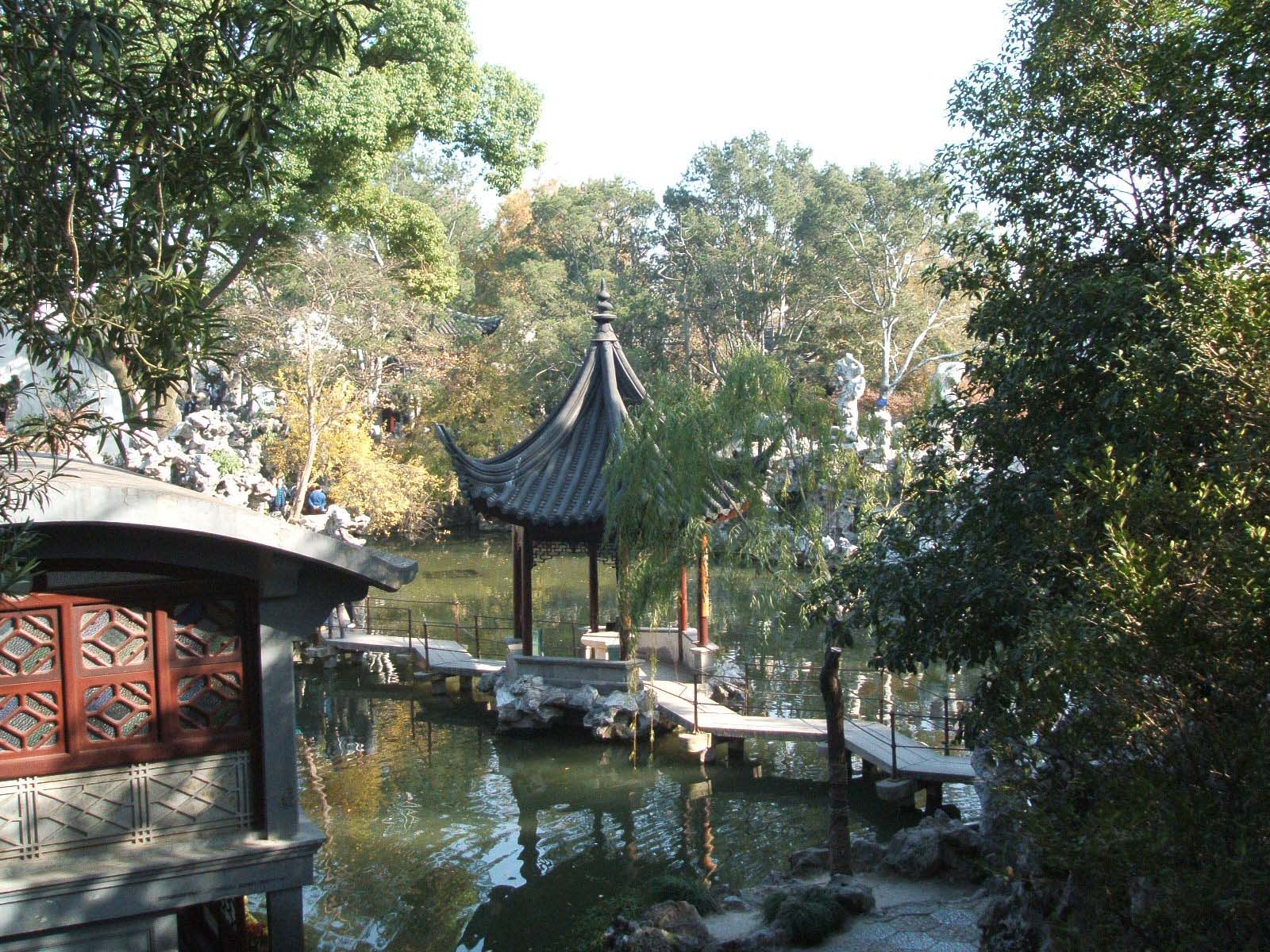
Un pont.

Aquest jardí té 1,1 ha d'extensió. Està dividit en dues parts principals, un complex residencial i una rocalla al voltant d'un estany central. A més de 22 edificis, el jardí compta amb 25 tabletes, 71 esteles, 5 pantalles tallades en fusta i 13 arbres antics, alguns d'ells es remunten a l'època de la dinastia Yuan. El jardí és famós sobretot per la seva elaborada gruta de roques taihu. Aquesta cova de 1.154 m² conté un laberint de nou senders que van recorrent 21 coves creuant tres nivells. L'estany divideix la gruta en dues seccions: est i oest. L'entrada formal a la secció occidental es diu "Vuit tàctiques de diagrama" situada creuant el "pont del mirall de jade" des de l'arrebossat de la Sala del xiprer. els pics de pedra taihu es troben a la part alta d'aquesta gruta. La tracció més famosa de la cova és el Pic del Lleó, envoltat per altres quatre pedres - Han Hui, Xuan Yu, Tu Yue, i Ang Xiao - que col·lectivament formen els "Famosos cinc pics". Hi ha una llegenda folklòrica sobre els dos immortals, Li, el del bastó de ferro, i Lü Dongbin, els qui van vagabundejar pel laberint del bosquet del lleó i es van perdre, després de la qual cosa es van asseure en una cova a jugar als escacs.

## Galeria

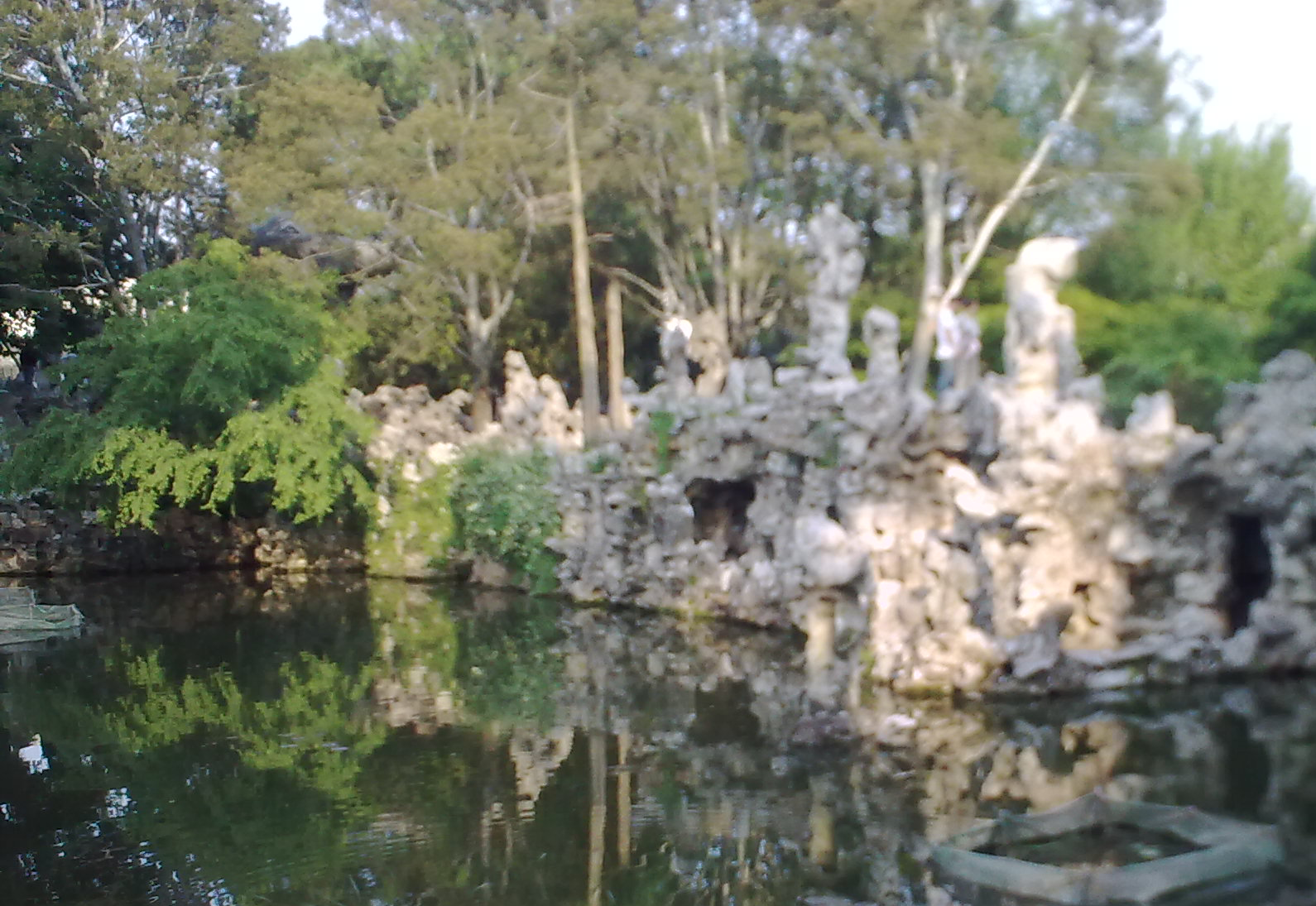
Gruta de roca taihu.
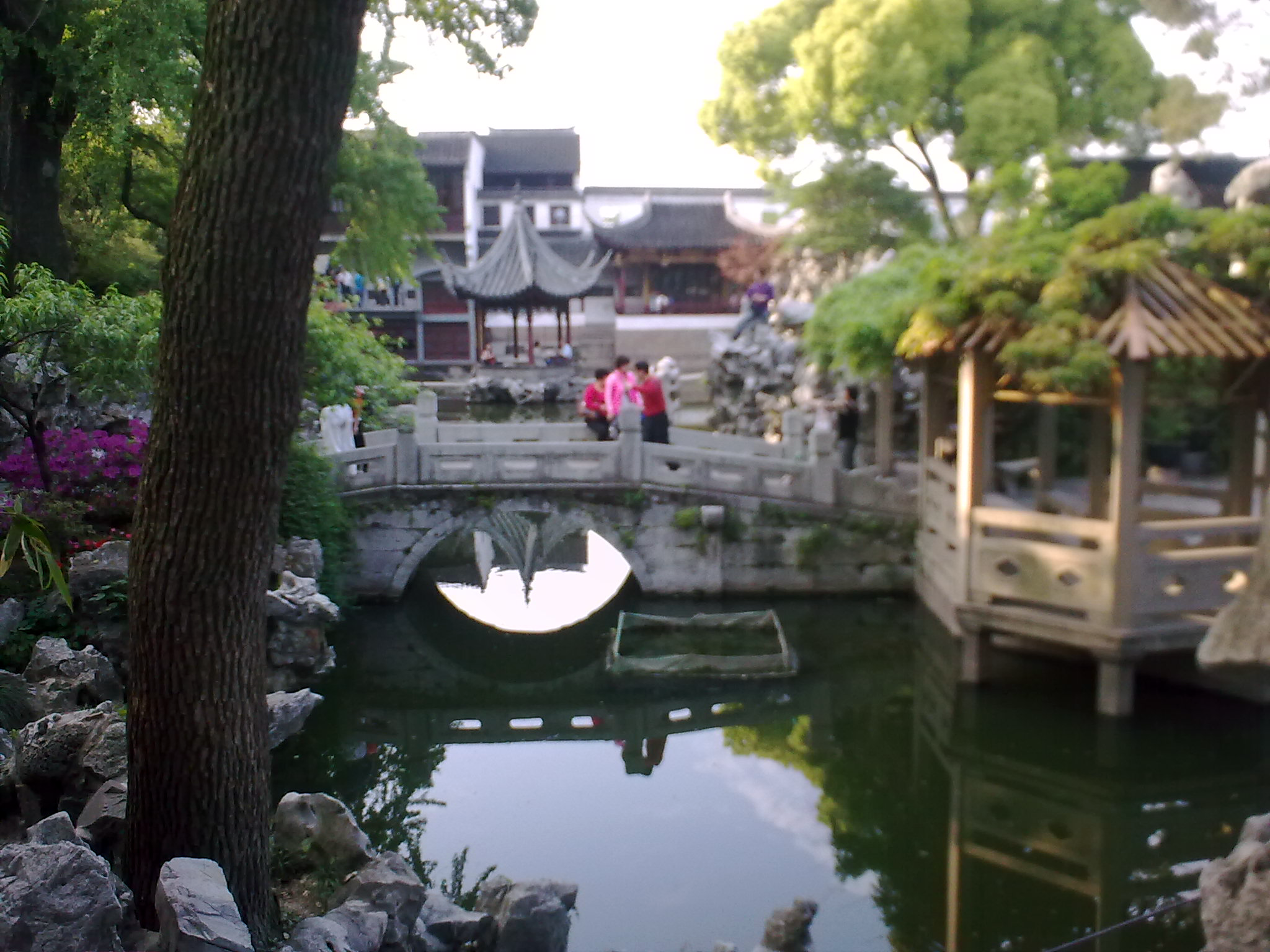
Estany del Jardí dels Lleons.
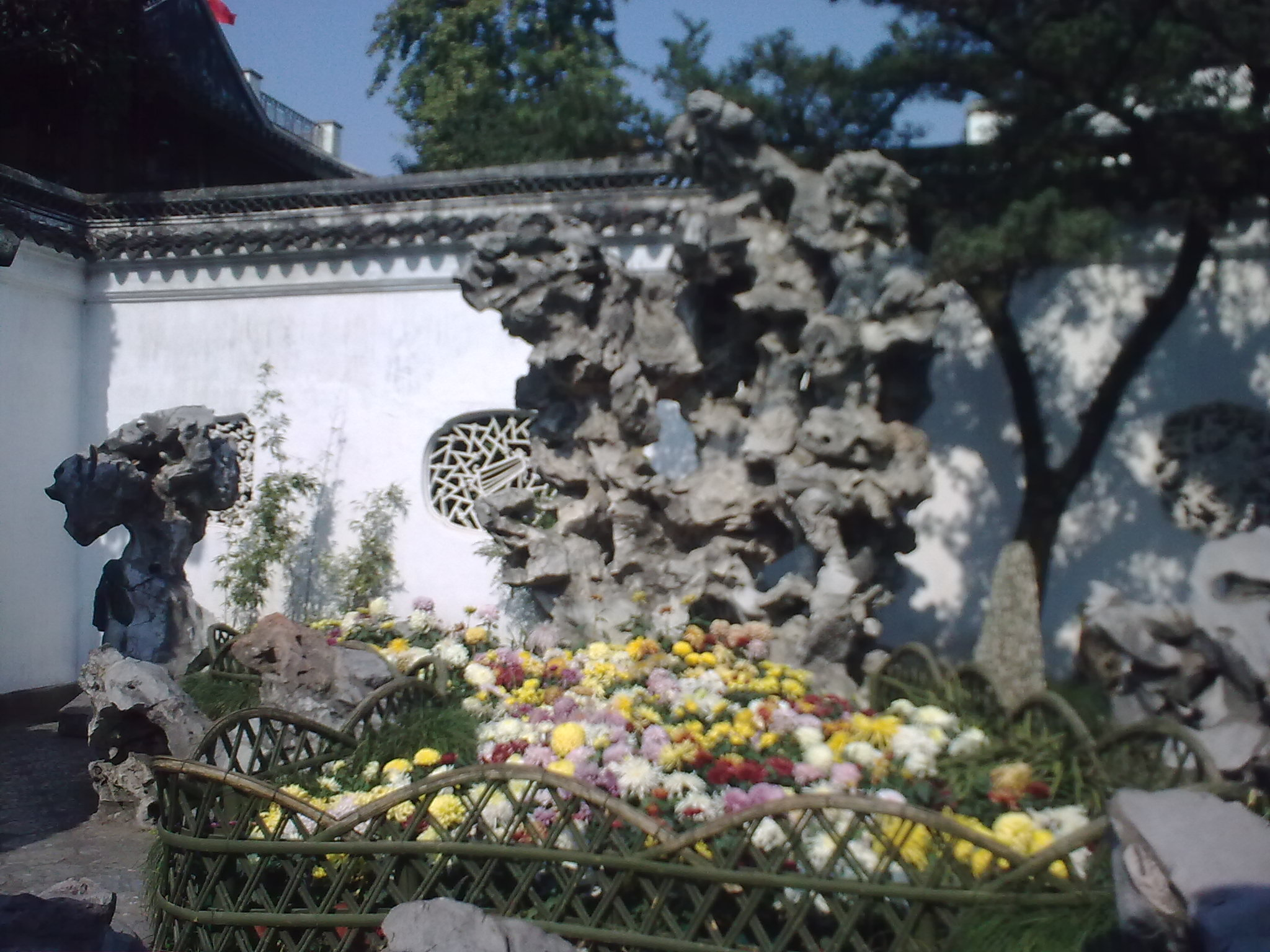
Pic dels nou Lleons.
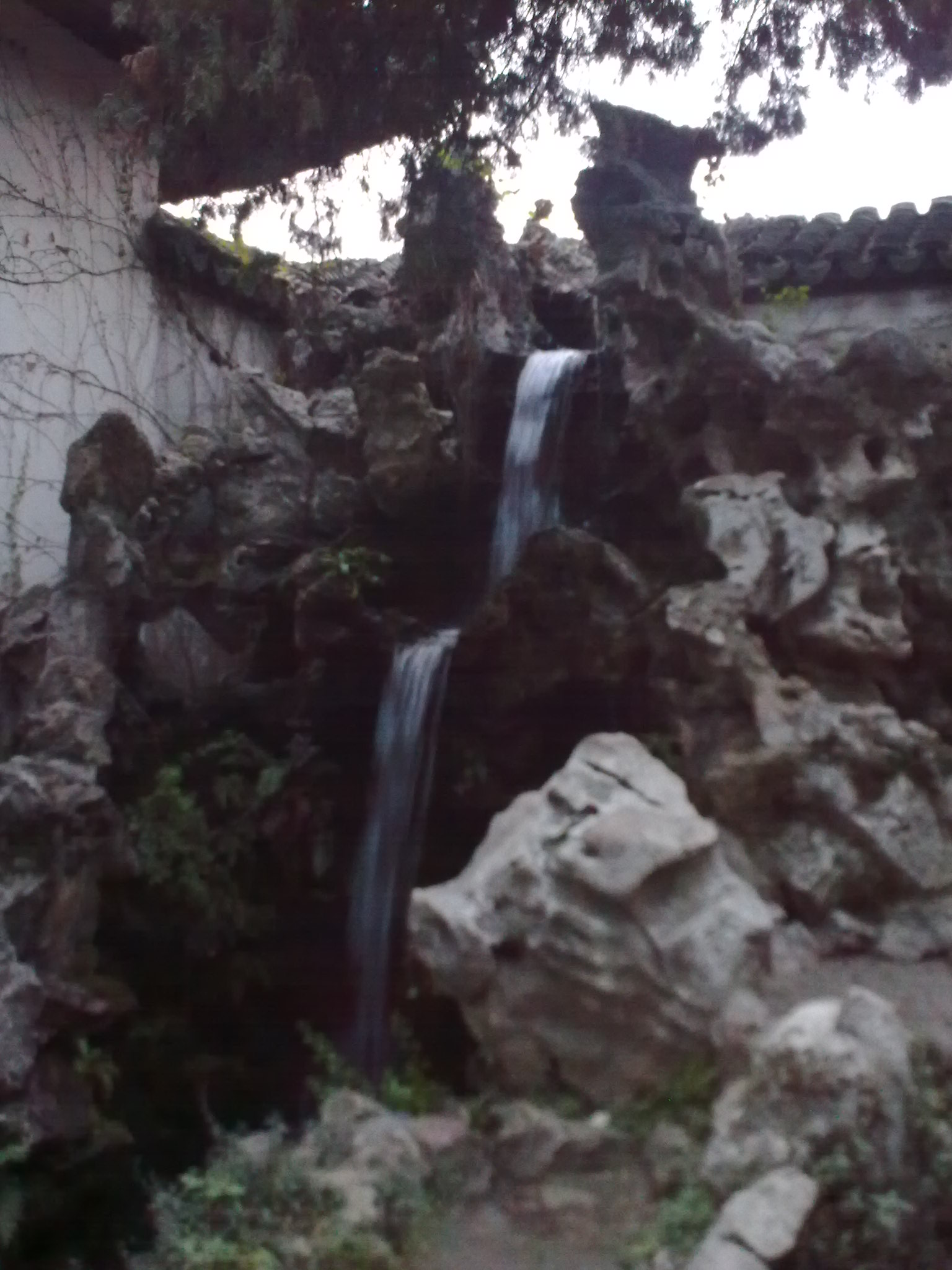
Cascada volant.